# Frjálsíþróttasamband Íslands
La Frjálsíþróttasamband Íslands (FRÍ) è una federazione sportiva che ha il compito di promuovere la pratica dell'atletica leggera e coordinarne le attività dilettantistiche ed agonistiche in Islanda.